# Кэрриер, Кори
Ко́ри Кэ́рриер (англ. Corey Carrier; род. 20 августа 1980, Мидлсбро, Массачусетс) — американский актёр кино и телевидения, чья карьера продолжалась с 5- до 20-летнего возраста.

## Биография
Кори Томас Кэрриер родился 20 августа 1980 года в городке Миддлборо (штат Массачусетс, США). Отца звали Томас, мать — Карлин, младшая сестра — Бетани. С детства обучался актёрскому мастерству в мастерской The Priscilla Beach Children's Theatre Workshop. Впервые появился на телеэкранах в возрасте пяти лет — Кори исполнил небольшую роль в одном эпизоде сериала Young People's Specials. Первое появление на широком экране произошло два года спустя в знаменитом фильме «Иствикские ведьмы». Однако самой заметной ролью мальчика стало исполнение роли молодого Индианы Джонса в сериале «Хроники молодого Индианы Джонса» (1992—1993), хотя он появился здесь всего в 7 эпизодах из 24. В 1993 году Кори номинировался на премию «Молодой актёр» за игру в этом сериале, но не выиграл награды. Позднее Кэрриер окончил Университет Кларка.

### Личная жизнь
8 ноября 2017 года Кэрриер женился на девушке по имени Лора Сполдинг (род. 1989).

## Избранная фильмография
- 1987 — Иствикские ведьмы / The Witches of Eastwick — мальчик, играющий на тарелках в школьной музыкальной группе
- 1987 — Эквалайзер[англ.] / The Equalizer — Микки Робертсон (в 1 эпизоде)
- 1990 — Мужчины не уходят / Men Don't Leave — Уинстон Бакли
- 1990 — Мои голубые небеса / My Blue Heaven — Томми
- 1990 — После наступления темноты, моя дорогая / After Dark, My Sweet — Джек
- 1992—1993 — Хроники молодого Индианы Джонса / The Young Indiana Jones Chronicles — Индиана Джонс в возрасте 8—10 лет (в 7 эпизодах)
- 1995 — Измученные походом / Bushwhacked — Ральф
- 1995 — Никсон / Nixon — Ричард Никсон в возрасте 12 лет
- 1996 — Приключения Пиноккио[англ.] / The Adventures of Pinocchio — Фитиль[англ.]